# الطواف حول البحر الإرتري (كتاب)

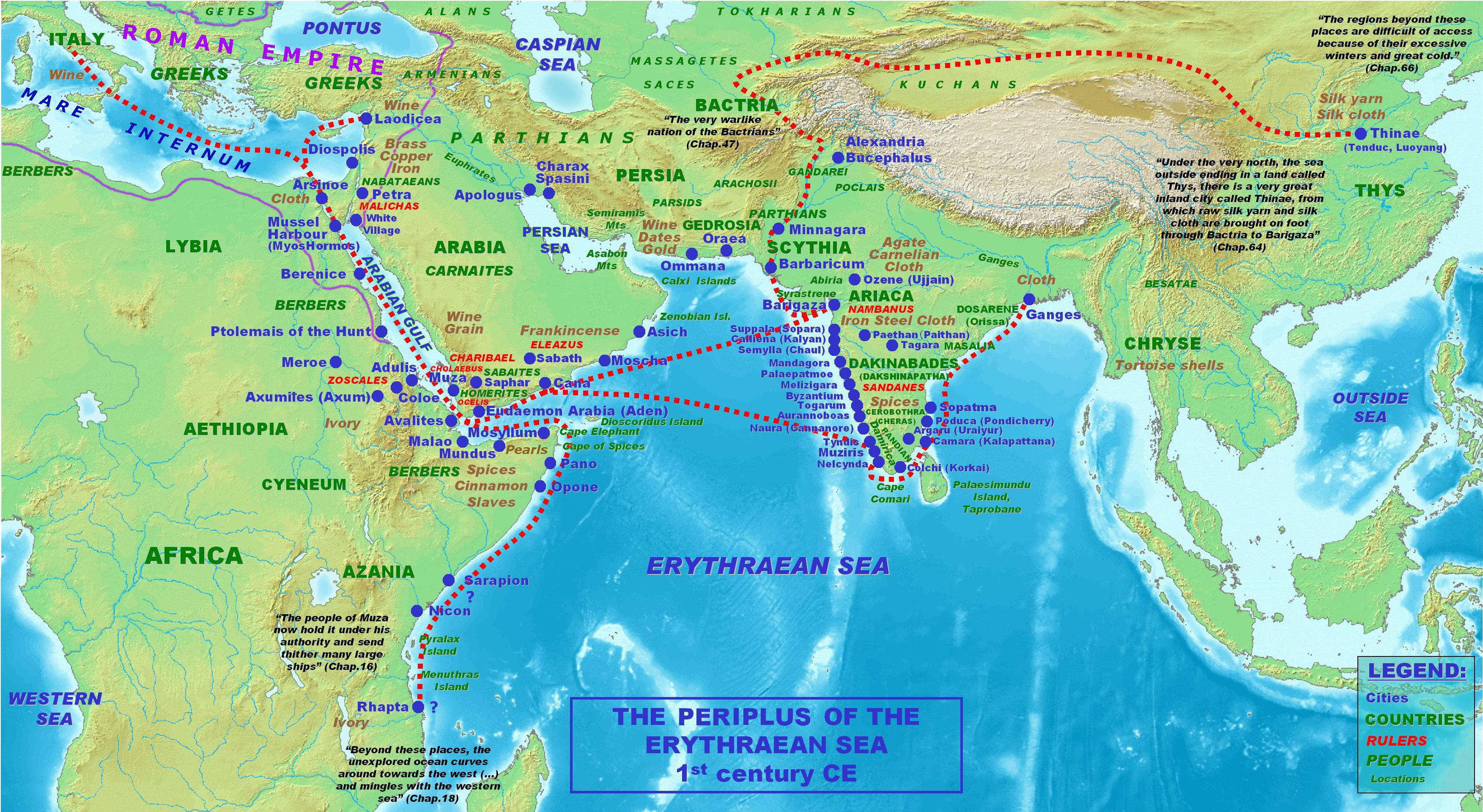
أسماء وطرق ومواقع محيط البحر الأحمر

الطواف حول البحر الإرتيري (باليونانية القديمة: Περίπλους τῆς Ἐρυθρᾶς Θαλάσσης)، والمعروف أيضًا باسمه اللاتيني Periplus Maris Erythraei، هو دليل ملاحة يوناني روماني مكتوب باللغة اليونانية العامية يصف إمكانات الملاحة والتجارة من الموانئ المصرية الرومانية مثل برنيس على طول ساحل البحر الأحمر ، وغيرها على طول القرن الأفريقي . أفريقيا والخليج العربي وبحر العرب والمحيط الهندي ، بما في ذلك منطقة السند الحديثة في باكستان والمناطق الجنوبية الغربية من الهند .
يُنسب النص إلى تواريخ مختلفة بين القرنين الأول والثالث، لكن تاريخ منتصف القرن الأول هو الآن الأكثر قبولًا. في حين أن المؤلف غير معروف، فمن الواضح أنه وصف مباشر من شخص مطلع على المنطقة وهو فريد تقريبًا في تقديم رؤى دقيقة حول ما عرفه العالم الهيليني القديم عن الأراضي المحيطة بالمحيط الهندي .

## اسم
كتاب الطواف (حرفياً: الإبحار) عبارة عن سجلمسارات الإبحار والتفاصيل التجارية والسياسية والإثنولوجية حول الموانئ التي تمت زيارتها. في عصر ما قبل استخدام الخرائط بشكل عام، كانت بمثابة مزيج من الأطلس ودليل المسافر .
البحر الإرتيري (حرفياً: "البحر الأحمر") هو تسمية جغرافية قديمة كانت تشمل خليج عدن بين شبه الجزيرة العربية السعيدة والقرن الأفريقي ، وغالبًا ما امتدت (كما هو الحال في هذا المحيط) لتشمل البحر الأحمر الحالي والخليج العربي والهندي . المحيط كمنطقة بحرية واحدة.

## التاريخ ونِسبة الكتاب
المخطوطة البيزنطية من القرن العاشر والتي تشكل أساس المعرفة الحالية عن كتاب الطواف تُنسب إلى آريانوس، ولكن الدافع لذلك ليس أكثر من مكانها المجاور لبيريبلوس البحر الأسود الأكثر تأخيرًا لآريانوس.
أحد التحليلات التاريخية، التي نشرها الباحث "وفرد شوف" عام 1912، قلص عمر النص إلى تاريخ 59  –  62 للميلاد،  متفقًا مع التقديرات الحالية لمنتصف القرن الأول.[بحاجة لمصدر]  يقدم "شوف" بالإضافة إلى ذلك تحليلًا تاريخيًا للمؤلف الأصلي للنص،  ويصل إلى استنتاج مفاده أن المؤلف كان يونانيًا في مصر، وموضوعًا رومانيًا.  وفقًا لحسابات شوف، قد يكون هذا في زمن تيبيريوس كلوديوس بالبيلوس (الذي كان بالصدفة أيضًا يونانيًا مصريًا).
يواصل الباحث "شوف" الإشارة إلى أن المؤلف لا يمكن أن يكون "رجلًا متعلمًا تعليمًا عاليًا" كما هو "واضح من خلطه المتكرر بين الكلمات اليونانية واللاتينية وتركيباته الساذجة وغير النحوية أحيانًا".  وبسبب غياب أي وصف للرحلة عبر النيل وعبر الصحراء من قفط، يفضل شوف تحديد مكان إقامة المؤلف في برنيس بدلاً من الإسكندرية. 
يؤكد جون هيل أنه "يمكن الآن تأريخ كتاب الطواف بثقة إلى ما بين 40 و 70 م، وربما بين 40 و 50 م." يتوافق هذا التأريخ مع حجج كاسون ("بين 40 و 70 م") في كتابه الرئيسي The Periplus Maris Erythraei: نص مع مقدمة وترجمة وتعليق. 

## ملخص

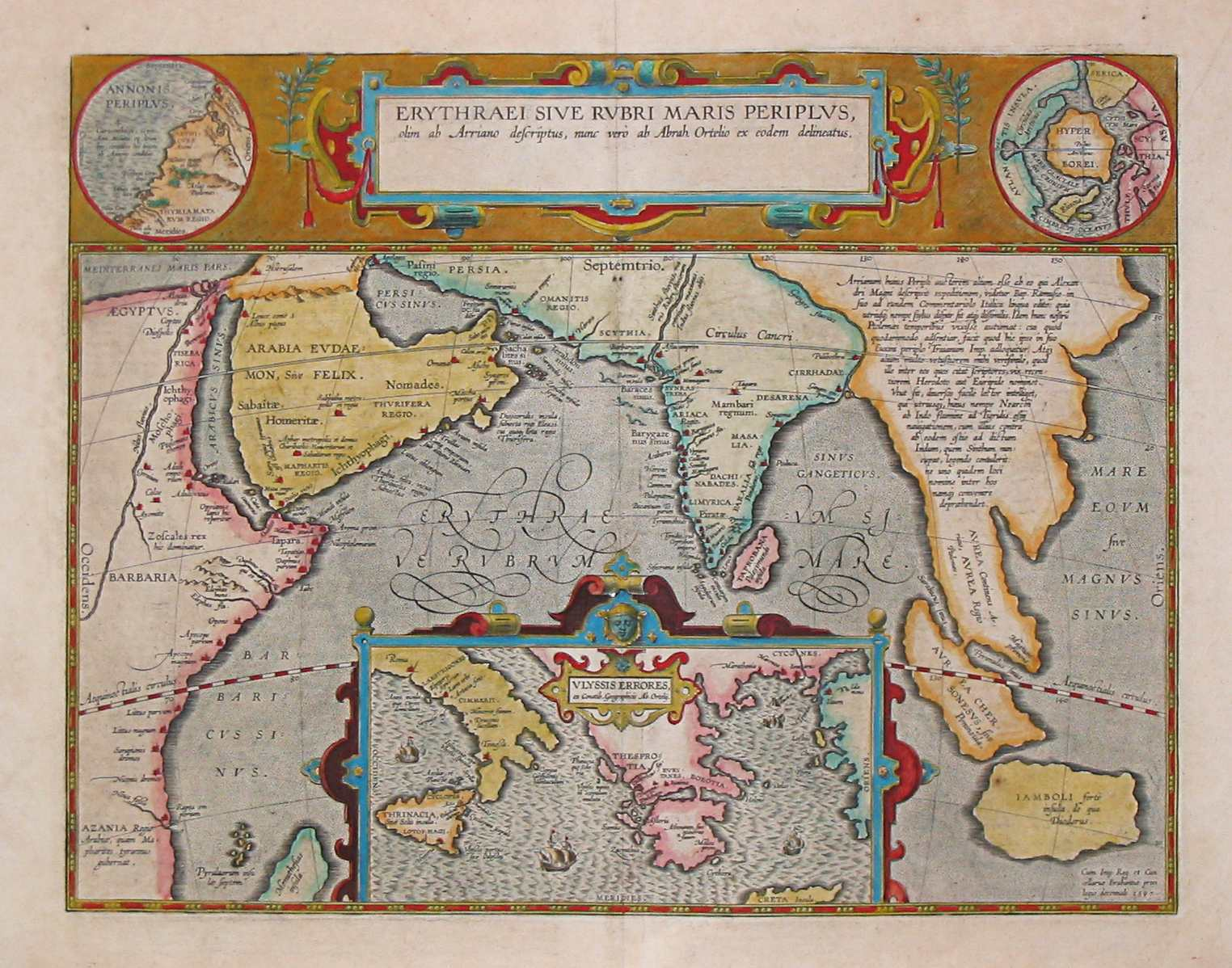
خريطة من عام 1597 توضح مواقع محيط البحر الإرتيري.

يتكون العمل من 66 قسمًا، معظمها بطول فقرة طويلة. على سبيل المثال، يتص القسم القصير 9 على ما يلي:
في كثير من الحالات، يكون وصف الأماكن دقيقًا بدرجة كافية لتحديد مواقعها الحالية؛ بالنسبة للآخرين، هناك جدل كبير. على سبيل المثال، تم ذكر " رابطة " على أنها أبعد سوق أسفل الساحل الأفريقي لـ" أزانيا "، ولكن هناك خمسة مواقع على الأقل مطابقة للوصف، تتراوح من تنجا إلى جنوب دلتا نهر روفيجي . ويذكر وصف الساحل الهندي نهر الجانج بشكل واضح، لكنه بعد ذلك غامض، حيث تصف الصين بأنها "مدينة ثينا الداخلية العظيمة" التي تعد مصدرا للحرير الخام.
يقول كتاب الطواف أن طريق الإبحار المباشر من البحر الأحمر إلى شبه الجزيرة الهندية عبر المحيط المفتوح اكتشفه هيبالوس (القرن الأول) قبل الميلاد).
تم ذكر العديد من السلع التجارية في كتاب الطواف، لكن بعض الكلمات التي تسمي البضائع التجارية لم يتم العثور عليها في أي مكان آخر في الأدب القديم، مما يؤدي إلى التخمين حول ما قد تكون عليه. على سبيل المثال، إحدى السلع التجارية المذكورة هي "lakkos chromatinos" . لا يظهر اسم لاكوس في أي مكان آخر في الأدب اليوناني أو الروماني القديم. يظهر الاسم مرة أخرى في اللاتينية في أواخر العصور الوسطى باسم لاكا ، وهو مستعار من اللغة العربية في العصور الوسطى لَكّ، وهو بدوره مستعار من اللغة السنسكريتية لاك ، ويعني لاك ، أي راتنج أحمر اللون موطنه الهند يستخدم كطلاء ويستخدم أيضًا كملون أحمر.  تظل بعض السلع التجارية الأخرى ذات التسميات الغامضة.

### المملكة الحميرية وسبأ

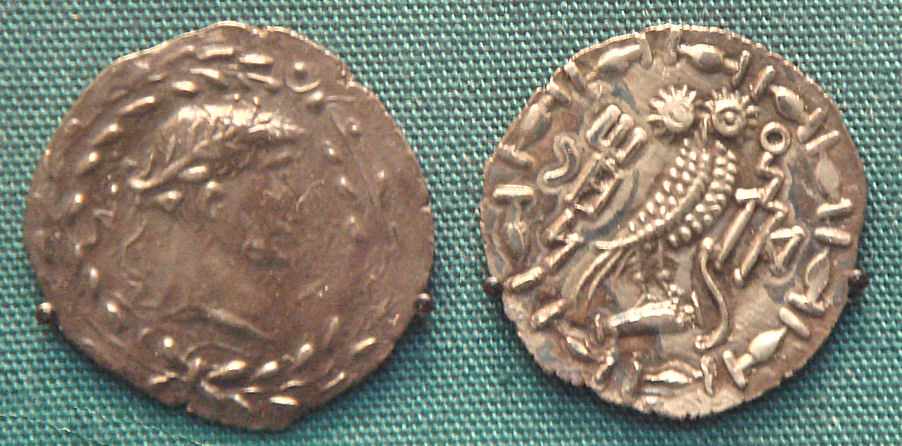
عملة معدنية للمملكة الحميرية ، الساحل الجنوبي لشبه الجزيرة العربية ، كانت تتوقف فيها السفن عند مرورها بين مصر والهند. هذا تقليد لعملة أغسطس في القرن الأول

كانت السفن القادمة من حمير تسافر بانتظام إلى ساحل شرق إفريقيا. يصف محيط البحر الأحمر الإمبراطورية التجارية لحمير وسبأ، التي أعيد توحيدها يدعى "شاريبيل" (ربما يقصد كربئيل وتر الثاني)، الذي يقال إنه كان على علاقة ودية مع روما:

### مملكة اللبان
تم وصف مملكة اللبان شرقًا على طول الساحل الجنوبي لشبه الجزيرة العربية ، مع ميناء قنا (جنوب قانا العربية، بئر علي الحديثة في حضرموت ). يُدعى حاكم هذه المملكة إأليزوس، ويُعتقد أنه يقصد الملك الحضرمي المعروف في النقوش باسم "إل عز يلط" الأول:

### الصومال
يُعتقد أن رأس هافون في شمال الصومال هو موقع المركز التجاري القديم لأوبون . تم انتشال الفخار المصري والروماني والخليجي القديم من الموقع من قبل فريق أثري من جامعة ميشيغان . Opone موجود في المدخل الثالث عشر لكتاب الطواف، والذي ينص جزئيًا على:
في العصور القديمة، كانت أوبون تعمل كميناء لاستقبال التجار من فينيقيا ومصر واليونان وبلاد فارس واليمن والنبطية وأزانيا والإمبراطورية الرومانية وأماكن أخرى، حيث كانت تمتلك موقعًا استراتيجيًا على طول الطريق الساحلي من أزانيا إلى البحر الأحمر . . كان التجار من مناطق بعيدة مثل إندونيسيا وماليزيا يمرون عبر أوبون، ويتاجرون بالتوابل والحرير وغيرها من السلع، قبل أن يغادروا جنوبًا إلى أزانيا أو شمالًا إلى اليمن أو مصر على طرق التجارة الممتدة على طول حافة المحيط الهندي . في وقت مبكر من م 50، كانت أوبون معروفة كمركز لتجارة القرفة، إلى جانب تجارة القرنفل والتوابل الأخرى والعاج وجلود الحيوانات الغريبة والبخور .
مدينة مالاو الساحلية القديمة، الواقعة في بربرة الحالية في شمال وسط أرض الصومال، مذكورة أيضًا في كتاب الطواف:

### إمبراطورية أكسوم

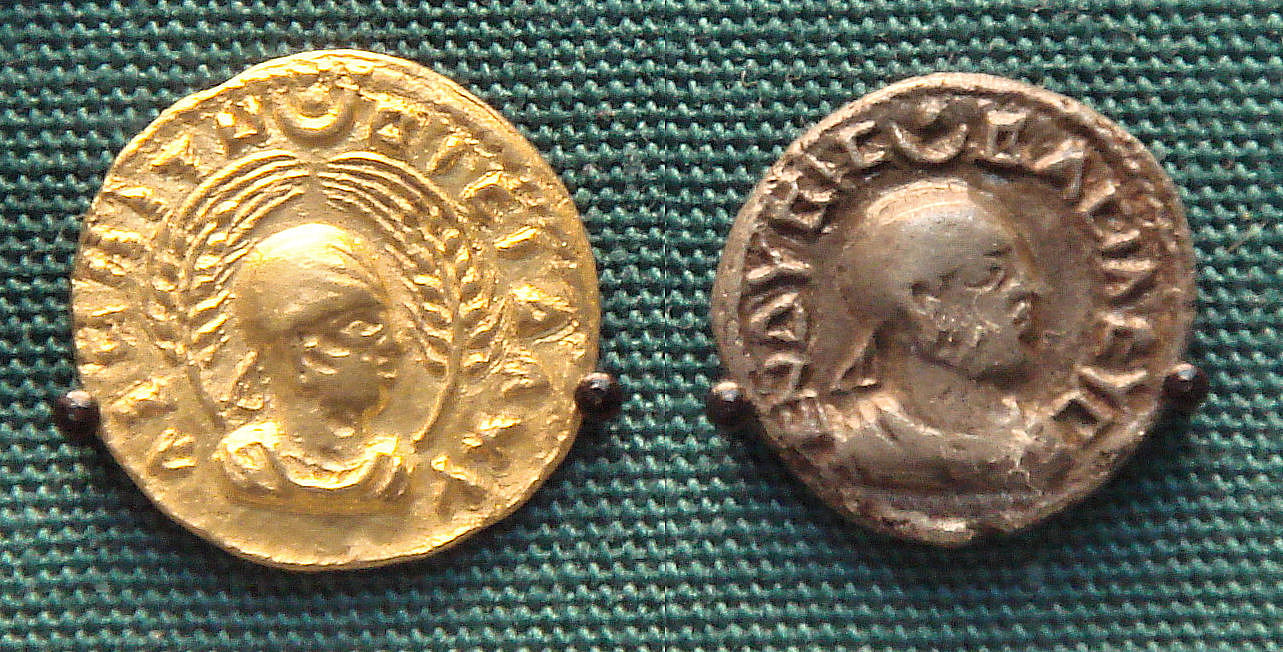
عملات الملك إنديبيس ، م227-235. المتحف البريطاني. يقرأ الجزء الأيسر باللغة اليونانية "ΑΞΩΜΙΤΩ ΒΑϹΙΛΕΥϹ"، "ملك أكسوم". يقرأ الصحيح باللغة اليونانية: "ΕΝΔΥΒΙϹ ΒΑϹΙΛΕΥϹ"، "الملك Endybis".

تم ذكر أكسوم في كتاب الطواف باعتبارها سوقًا مهمًا للعاج، والذي تم تصديره إلى جميع أنحاء العالم القديم:
وفقًا لكتاب الطواف، كان حاكم أكسوم هو زوسكاليس ، الذي، إلى جانب حكم أكسوم، كان يحتفظ أيضًا تحت سيطرته بميناءين على البحر الأحمر : عدوليس (بالقرب من مصوع ) وأفاليتس ( عصب ). ويقال أيضًا أنه كان على دراية بالأدب اليوناني:

## المخطوطات
لم يكن Periplus معروفًا في الأصل إلا من خلال مخطوطة واحدة يعود تاريخها إلى القرن الرابع عشر أو الخامس عشر، وتحتفظ بها الآن المكتبة البريطانية .  ثبت أن هذه المخطوطة هي نسخة فاسدة ومليئة بالأخطاء لمخطوطة بيزنطية من القرن العاشر مكتوبة بخط صغير. وضعتها مخطوطة القرن العاشر بجانب كتاب أريان حول البحر الأسود و (على ما يبدو عن طريق الخطأ) نسبت الفضل إلى آريان في كتابته أيضًا. تم نقل المخطوطة البيزنطية من هايدلبرغ إلى روما خلال حرب الثلاثين عاما (1618-1648)، ثم إلى باريس تحت حكم نابليون بعد غزو جيشه للولايات البابوية في أواخر تسعينيات القرن الثامن عشر، ثم أعيدت إلى مكتبة جامعة هايدلبرغ في عام 1816  حيث يبقى. 

## طبعات
تم تحرير المخطوطة البريطانية بواسطة سيغموند جيلين ( (بالتشيكية: Zikmund Hruby z Jeleni) </link> ) في براغ  ونشره هيرونيموس فروبين لأول مرة عام 1533. كان هذا النص المليء بالأخطاء بمثابة الأساس لطبعات وترجمات أخرى لمدة ثلاثة قرون،  حتى استعادة المخطوطة الأصلية إلى هايدلبرغ في عام 1816.    
كانت ترجمة شوف الإنجليزية لعام 1912 المشروحة بشدة  في حد ذاتها مبنية على نسخة أصلية معيبة؛  حتى أواخر الستينيات، كانت الطبعة العلمية الوحيدة الجديرة بالثقة هي دراسة فريسك الفرنسية عام 1927.  

## أنظر أيضا
- أغاثارشيدس ، مؤلف كتاب "على البحر الأحمر".
- طريق الحرير
- العلاقات الهندية الرومانية
- العلاقات التجارية الهندية الرومانية
- العلاقات بين اليونان القديمة والهند القديمة

### اقتباسات
1. 1 2 3 4 5 6 7 8  Schoff (1912).
2. ↑  Hill (2009).
3. ↑  Casson (1989).
4. ↑  Huntingford، G.W.B.، المحرر (1980). The Periplus of the Erythraean Sea, by an unknown author: With some Extracts from Agatharkhides 'On the Erythraean Sea'. London: Hakluyt Society. ISBN:978-0-904180-05-3. مؤرشف من الأصل في 2023-11-10.
5. ↑  Sino-Iranica by Berthold Laufer, year 1919, page 476, footnote 9.
6. ↑  Schoff (1912)، §23.
7. ↑  Schoff (1912)، §13.
8. ↑  Schoff (1912)، §8.
9. ↑  Schoff (1912)، §5.
10. ↑  British Library Add MS 19391, 9r-12r. نسخة محفوظة 2023-08-27 على موقع واي باك مشين.
11. ↑  CPG 398: 40v-54v.
12. ↑  "viaLibri Resources for Bibliophiles" نسخة محفوظة 2013-02-22 at Archive.is
13. ↑  Vincent (1800).
14. ↑  Dittrich (1849).
15. ↑  Müller (1855).
16. ↑  Dittrich (1883).
17. 1 2  Eggermont (1960).
18. ↑  Frisk (1927).